# Brooklyn–Battery Tunnel
De Brooklyn–Battery Tunnel, sinds 2012 officieel de Hugh L. Carey Tunnel genoemd, is  een tunnel in New York onder de East River tussen Brooklyn op Long Island en (Lower) Manhattan. De tunnel loopt vlak langs Governors Island, maar biedt geen verbinding met het eiland, er is wel een ventilatiekanaal dat (mede) de lucht in de tunnel ververst via een gebouw op het eiland.  De tunnel is de zuidelijkste vaste-oeververbinding (tunnel of brug) van Manhattan.
De tunnel werd op 25 mei 1950 in gebruik genomen, bestaat uit twee buizen met ieder twee rijstroken en was verbonden met de West Side Elevated Highway, die in de jaren tachtig werd afgebroken. Het is met 2.779 meter lengte de langste tunnel geheel onder water in Noord-Amerika. 
Voor het gebruik van de tunnel wordt tol geheven. Van 22 maart 2015 tot 30 maart 2019, was de tolheffing $8,00 voor tweeassige personenvoertuigen en $3,25 voor motorfietsen. E-Zpassgebruikers betaalden respectievelijk $5,54 en $2,41. Op 31 maart 2019 werd dit respectievelijk $9,50, $4,00, $6,12 en $2,66.

## Vernoeming
De tunnel is vernoemd naar Hugh Carey, gouverneur van de staat New York van 1975 tot 1982.

## Schade
Op 29 oktober 2012, tijdens orkaan Sandy, werd de Brooklyn–Battery Tunnel gesloten en stroomde later vol met water.